# Mario Mikulić (slikar)
Mario Mikulić (Korčula, 8. svibnja 1924. – Sarajevo, 5. kolovoza 1991.), bosanskohercegovački je slikar hrvatskog podrijetla.

## Životopis
Mario Mikulić rođen je 1924. godine na otoku Korčula, a jedna od odlučujućih ličnosti u formiranju karakternih osobina slikara bila je njegova teta Katica, očeva sestra. Na školovanje odlazi u Split gdje živi u jako teškoj materijalnoj situaciji. Bile su to godine bijede i siromaštva. Godine 1941. dolazi u Sarajevo, gdje nastavlja školovanje u sarajevskoj Prvoj gimnaziji. Da bi se izdržavao, radio je teške fizičke poslove. Nakon Drugog svjetskog rata završava osmi razred gimnazije i upisuje se na tek otvorenu Državnu školu za likovnu umjetnost. Sa studijem i sudjelovanjem na tadašnjim omladinskim radnim akcijama, gdje crtežom svjedoči o tim vremenima, počinje njegova duga i uspješna umjetnička karijera.
Godinama radi na opremi knjiga kao likovni urednik u sarajevskoj izdavačkoj kući Svjetlost, a onda kao ilustrator i karikaturist radi u sarajevskoj novinsko-izdavačkoj kući Zadrugar. Dugo je godina surađivao i sa Zavodom za izdavanje udžbenika u Sarajevu. Sve to vrijeme ugledan je i plodan slikar. Jedno je vrijeme bio i predsjednik Udruženja likovnih umjetnika Bosne i Hercegovine. Bio je i član Hrvatskog kulturnog društva Napredak.
Mikulić je poznat po portretnim ostvarenjima. Osim kultnih osoba tog doba, kao što su Josip Broz Tito ili Ivo Andrić koje je portretirao, portret i ljudska figura bile su njegove opsesivne teme. Pored zanimanja za portret i ljudsku figuru u Mikulićevom stvaralaštvu pojavljuju se još dvije važne teme: pogled na sarajevsku Ulicu Ferhadija, s prozora njegova ateljea, i dalmatinske ribarske teme.  Za svoj plodni umjetnički rad dobio je i Šestotravanjsku nagradu Grada Sarajeva 1966. godine.
Umro je u Sarajevu 5. kolovoza 1991. godine.

## Djela
- Ringišpil
- Ulica
- Na pijaci
- Atelje
- Bistrik
- Ivo Andrić

## Vanjske povezice
- Mario Mikulić